# 1246
1246 (MCCXLVI) fue un año común comenzado en lunes del calendario juliano.

## Acontecimientos
- Fernando III el Santo conquista la ciudad de Jaén.
- Guyuk, hijo de Ugedei, nieto de Gengis Kan, es elegido como tercer Khaghan del Imperio mongol.

## Fallecimientos
- 8 de noviembre - Berenguela de Castilla, reina de Castilla, hija de los reyes Alfonso VIII de Castilla y Leonor de Plantagenet. Fue esposa de Alfonso IX de León y madre de Fernando III de Castilla.
- Teresa González de Lara. Hija del conde Gonzalo Núñez de Lara, primer señor de la Casa de Lara y esposa del infante Alfonso de Molina, hijo del rey Alfonso IX de León.